# Marija Božja mati
Marija Božja mati je naziv, ki ga uporabljajo kristjani, kadar hočejo poudariti, da je Marija rodila Jezusa, ki je bil hkrati človek in tudi Bog. Praznik Marije Božje matere obhaja Rimskokatoliška cerkev na prvi dan leta, 1. januarja.

## Pomen naziva Bogorodica
Naziv Božja mati (grško starogrško Θεοτόκος [Theotókos]) je bil prvič uradno objavljen leta 431 na ekumenskem koncilu v Efezu, neuradno pa se je ta naziv pojavljal že prej. Na koncilu so hoteli s tem nazivom poudariti, da je Marija tudi mati Jezusa-Boga in ne samo mati Jezusa-človeka (kot je trdil Nestorij). Po nauku, ki je bil uradno potrjen na koncilu, sta namreč Jezusova človeška in Božja narava neločljivo povezani. Jezus je bil v duhovnem smislu rojen že pred začetkom časa iz Boga Očeta in je pravi Bog Sin, v telesnem smislu pa je bil rojen iz Device Marije in zato Marija zasluži naziv Božja mati.
Mater Dei je latinsko ime za slovenski naziv Mati Božja; nanaša se na Devico Marijo. V grščini se glasi starogrško Θεοτόκος Theotókos; v staroslovanščini, v sodobnih slovanskih jezikih kot so hrvaščina, srbščina, ruščina in drugi, pa Bogorodica, to pomeni: »Ona je rodila Boga«. Ta izraz pozna tudi slovenski jezik.

## Mati Božja in druge dogme o Mariji
Na koncu Drugega vatikanskega koncila je papež Pavel VI. razglasil Marijo za Mater Cerkve. Versko resnico o Materi Božji je 1. januarja 431 razglasil Efeški koncil. Na Kalcedonskem koncilu leta 451 so zavrnili monofizitizem in podrobneje razdelali nauk o dveh naravah Jezusa Kristusa, ki je pravi Bog (ima Božjo naravo) in pravi človek (ima človeško naravo). Devica Marija torej ni rodila samo Boga, ampak tudi človeka. Marija torej ni le Bogorodica, ampak tudi Kristorodica (grško starogrško Χριστοτόκος Hristotókos). Marija je spočeta brez madeža izvirnega greha. To versko resnico je 8. decembra 1854 razglasil papež blaženi Pij IX. Štiri leta po tem so se začela Marijina prikazovanja v Lurdu, kjer je ta resnica prišla do izraza. Versko resnico o Marijinem vnebovzetju je 15. avgusta 1950 razglasil papež Pij XII.

## Kaj vsebuje dogma: Marija je Božja Mati?
V Credu (apostolski veroizpovedi) izpoveduje Cerkev o Božjem Sinu, da je »rojen iz Marije Device«. Kot mati Božjega Sina je Marija Božja mati. Vesoljni cerkveni zbor v Efezu (431) uči, da je Emanuel (Jezus Kristus) resnično Bog in da je torej presveta Devica resnično Mati Božja. Ona je rodila telo Boga, ko je Sin Očeta postal človek (grško Λογος Logos, 'beseda') po Svetem Duhu. Naslednji koncili ponavljajo in jasneje razlagajo ta nauk.
- Vladimirska mati Božja
- Hagija Sofija v Carigradu
- Ikona Presvete matere Božje
- Marija z otrokom (1774)